# Afrotyphlops schmidti
Afrotyphlops schmidti — вид змій родини сліпунів (Typhlopidae). Мешкає на півдні Центральної Африки. Вид названий на честь американського герпетолога Карла Паттерсона Шмідта.

## Підвиди
Виділяють два підвиди:
- Afrotyphlops schmidti schmidti (Laurent, 1956);
- Afrotyphlops schmidti laurenti (Laurent, 1968).

## Поширення і екологія
Afrotyphlops schmidti мешкають на сході Анголи, на півночі Замбії та на півдні Демократичної Республіки Конго. Вони живуть в саванах. Ведуть риючий сплсяб життя, відкладають яйця.